# (73223) 2002 JD25
(73223) 2002 JD25 – planetoida z pasa głównego asteroid okrążająca Słońce w ciągu 4,26 lat w średniej odległości 2,63 j.a. Odkryta 8 maja 2002 roku.